# Caspar David Friedrich

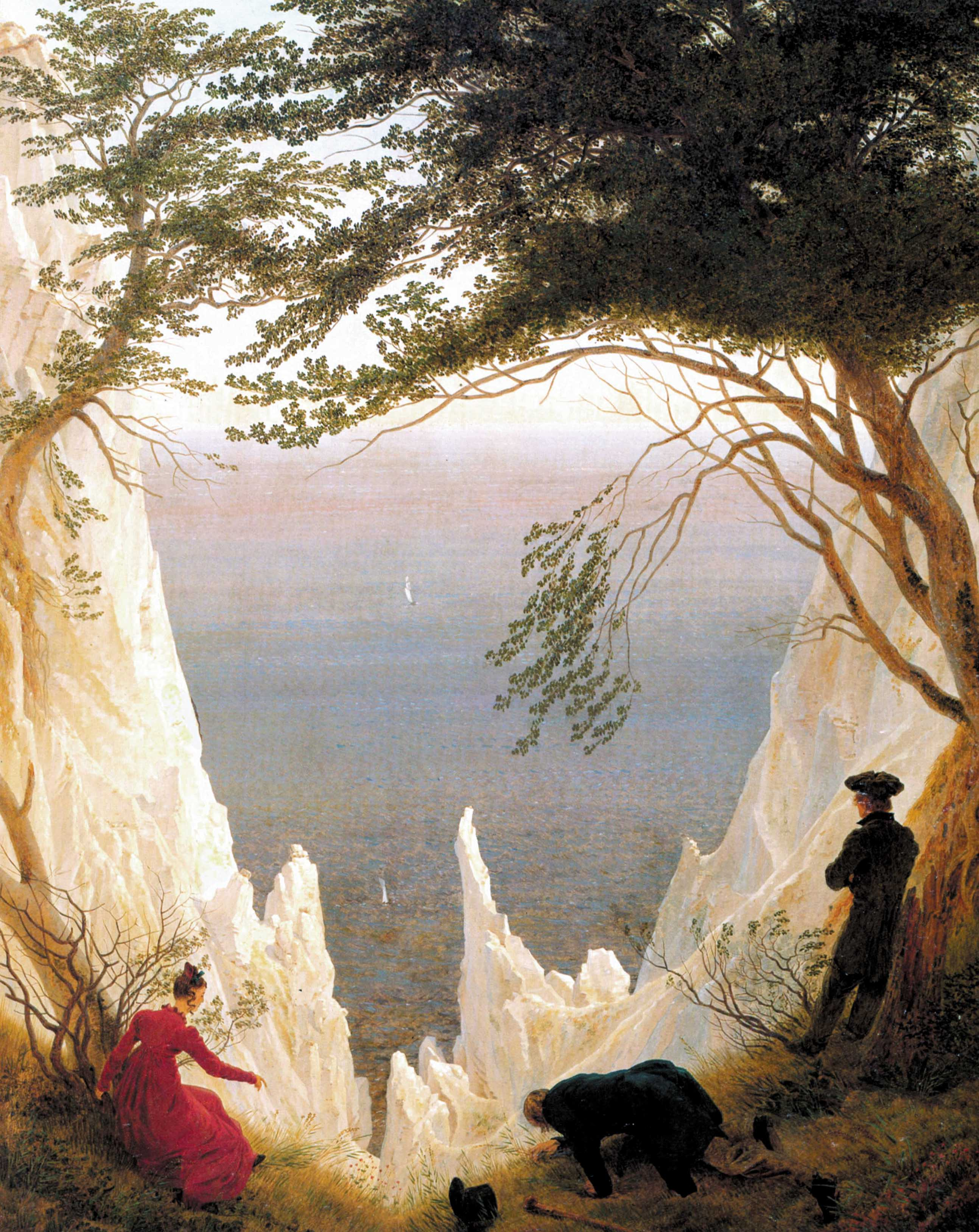
Krijtrotsen op Rügen, 1818, Kunstmuseum Winterthur

Caspar David Friedrich (Greifswald, 5 september 1774 – Dresden, 7 mei 1840) was een Duitse schilder en tekenaar uit de periode van de romantiek. In 1798 ging hij naar Dresden en daar verbleef hij de rest van zijn leven. Hij was bevriend met Goethe en Novalis.
Friedrich en zijn vriend Philipp Otto Runge hebben onbewust voor een vernieuwing in de beeldende kunst gezorgd. Friedrich was gefascineerd door het mystieke en had belangstelling voor het raadsel van het leven. Hij gaf het landschap een ziel en maakte de natuur tot klankbord van menselijke gevoelens. 

## Algemene biografie
Caspar werd geboren in Greifswald, gelegen in het toen nog Zweedse Pommeren (Zweeds-Pommeren). Hij was de zoon van een molenaar, Adolf Gottlieb Friedrich en zijn vrouw Sofia Dorotea. Hij was de zesde van tien kinderen en werd streng opgevoed volgens de Lutherse waarden en normen. Hij verloor al heel vroeg het merendeel van zijn familieleden. In 1781 overleed zijn moeder aan tyfus en verloor hij ook twee zussen en een broer. 
Zijn eerste tekenlessen kreeg Friedrich in 1790. Via zijn leraar leerde hij de theoloog Ludwig Kosegarten kennen en raakte hij vertrouwd met het werk van de schilder Adam Elsheimer, die beiden een grote invloed op hem hebben uitgeoefend. Hij studeerde ook literatuur en esthetica bij Thomas Thorild.  
Van 1794 tot 1798 studeerde hij aan de Kunstacademie in Kopenhagen. Hij volgde er les bij Christian August Lorentzen en Jens Juel. Vlak na zijn studies reisde hij af naar verschillende Duitse steden om er gravures, etsen en houtsnijwerk te maken. Na zijn reis vestigde hij zich definitief in Dresden. 
Hij werd het meest bekend door de allegorische landschappen die hij midden in zijn leven schilderde: ze tonen doorgaans contemplatieve silhouetten omringd door nachtelijke luchten, ochtendmist , bladerloze bomen of gotische ruïnes. Zijn belangrijkste interesse als kunstenaar was de contemplatie van de natuur 
Friedrich zocht toenadering tot een kring van romantici, waaronder Ludwig Tieck, Novalis, Heinrich von Kleist en Philipp Otto Runge. In 1810 kwam hij in contact met Goethe en in 1821 met Vasili Zjoekovski.  
Anders dan de meeste kunstenaars van zijn generatie, maakte hij geen Italiaanse reis om zijn kunstopvoeding te voltooien, maar vond hij inspiratie in de landschappen van zijn eigen omgeving: Rügen, de omgeving van Dresden (de "Sächsische Schweiz") en later in zijn carrière het Reuzengebergte en de Harz. 
Na 1808 werd Friedrich bekender door de tentoonstelling van het schilderij Kreuz im Gebirge (Der Tetschener Altar). Het stelt onder een dreigende wolkenhemel een kruisbeeld voor op een eenzame rots. Het schilderij zorgde voor een schandaal, omdat niet de kruisdood van Jezus, maar het adembenemende landschap de meeste aandacht trok. In 1810 maakte Friedrich samen met zijn vriend Georg Friedrich Kersting een wandeling door het Reuzengebergte, wat resulteerde in de productie van nieuwe schilderijen. De Mönch am Meer en Abtei im Eichwald werden op de tentoonstelling van de Berlijnse Academie zeer gewaardeerd door het publiek. De Pruisische kroonprins kocht de schilderijen en Friedrich werd lid van de Berliner Akademie.
Na de bevrijding van Dresden van de Fransen, in 1814, werden Friedrichs politieke schilderijen Grab des Arminius en Der Chasseur im Walde de hoofdattracties van de Dresdener Patriotischen Kunstausstellung. Zijn bekendste werk Das Eismeer, een schip dat verpulverd wordt in kruiend ijs, ontstaat in 1823/1824. Friedrich werd in 1824 benoemd tot professor voor Landschapschilderkunst aan de Dresdener Akademie. In 1825 nam zijn productiviteit af als gevolg van overwerktheid. De daaruit voortvloeiende vermindering van inkomen leidde tot verbittering en berusting. Door bemiddeling van de bevriende dichter Vasili Zjoekovski kon Friedrich tussen 1835 en 1840 nog enige werken aan het Russische Tsarenhof verkopen. In 1835 kreeg hij een beroerte waarvan hij slechts gedeeltelijk herstelde, gevolgd door een tweede beroerte die hem bijna volledig verlamde. Hij overleed in 1840 te Dresden. Zijn weduwe moest de tsaar om financiële steun vragen, omdat Friedrich vrijwel niets na te laten had. 

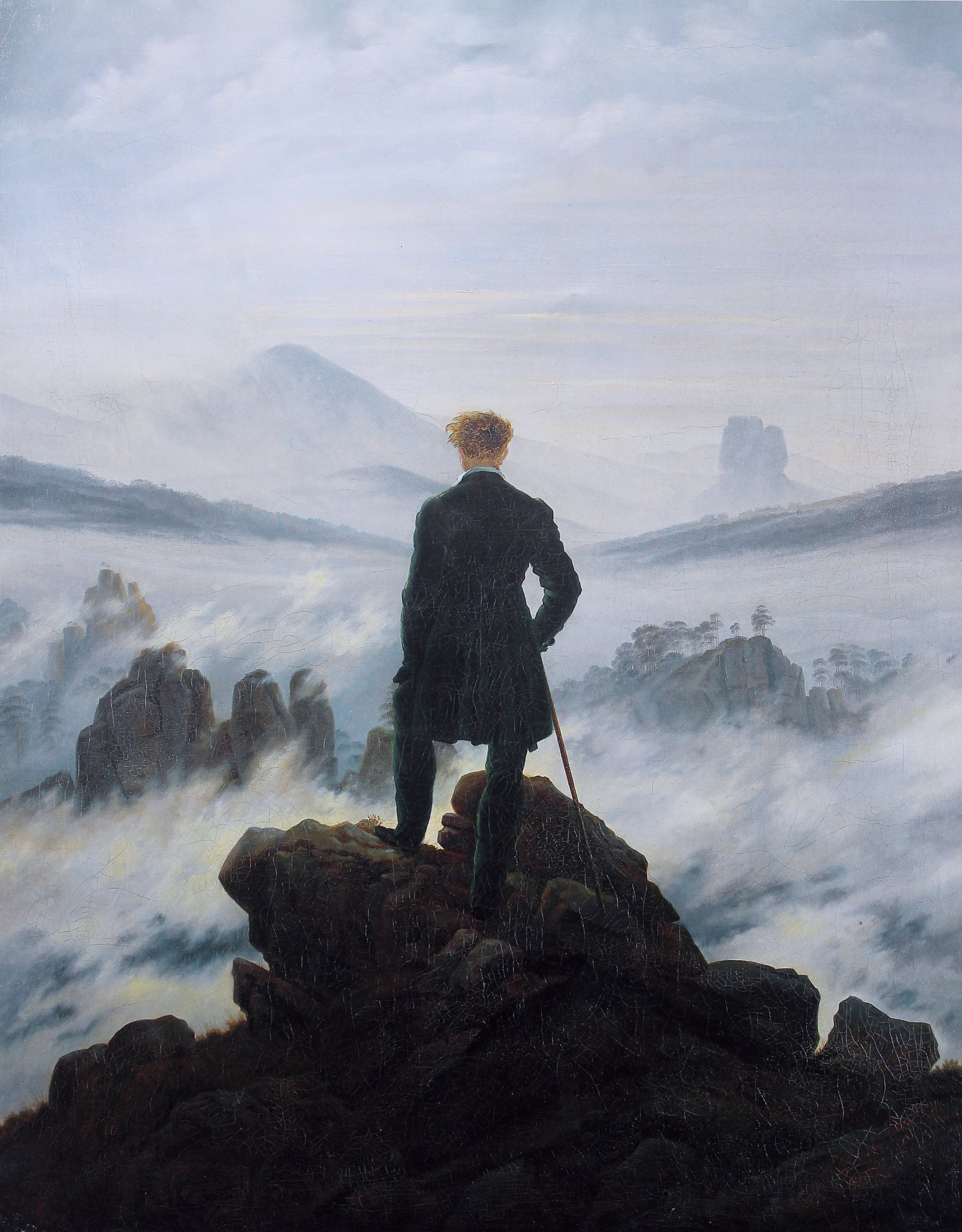
De wandelaar boven de nevelen, ca. 1817, Kunsthalle Hamburg

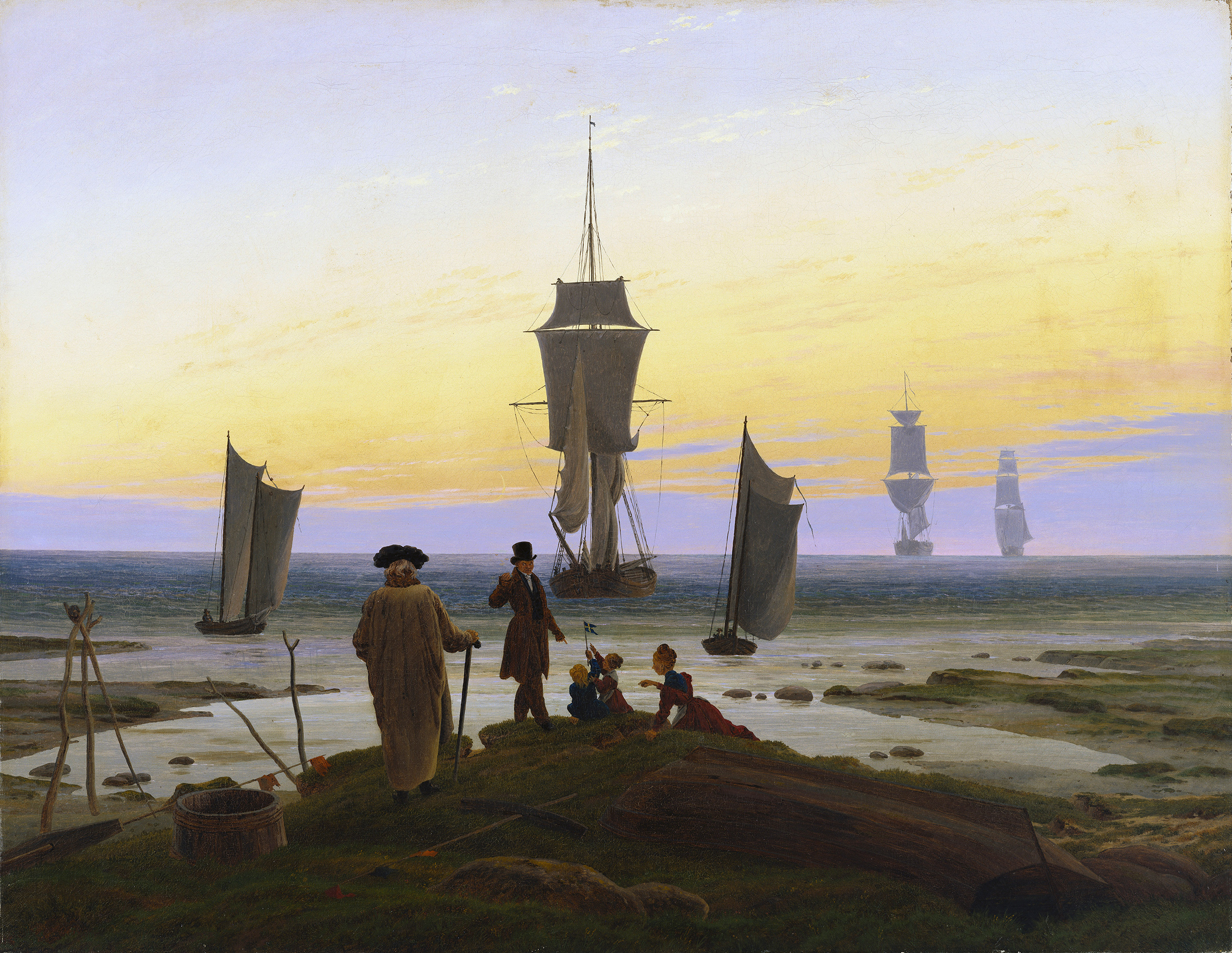
Levensfasen, ca. 1834, Museum der bildenden Künste, Leipzig

## Biografie in jaartallen
1774 Wordt geboren te Greifswald bij de Oostzee, als zesde zoon van een zeepzieder.

1787 Zakt door het ijs bij het schaatsen en wordt gered door zijn broer, die daarbij zelf verdrinkt. Het blijft een levenslang trauma.

1794-1798 Studie aan de Academie van Kopenhagen.

1798 Vestigt zich in Dresden en verdient geld met het schilderen van stadsgezichten.

1808 Exposeert het "Tetschener Altar", een altaarstuk waarin niet het lijdensverhaal maar het landschap centraal staat. Er ontstaat een rel en er komt een groot debat op gang over de romantische kunst.

1810 Toenemende roem. Goethe bezoekt het atelier van Friedrich, de kroonprins van Pruisen koopt twee schilderijen.

1813 De Fransen bezetten Dresden. Friedrich verblijft enkele maanden in Krippen aan de Elbe en verwerkt patriottische verwijzingen in zijn schilderijen. 

1818 Trouwt met Caroline Bommer. Ze krijgen vier kinderen. Gustav Adolf, zijn jongste zoon, werd genoemd naar de verbannen Zweedse koning Gustaaf IV Adolf van Zweden.

1821 Het Russische hof koopt verscheidene schilderijen. 

1824 Wordt professor aan de Academie van Dresden. Problemen met de gezondheid beginnen.

1835 Gedeeltelijk verlamd na een beroerte. 

1840 Sterft in Dresden. Wordt spoedig vergeten en pas in het begin van de twintigste eeuw herontdekt.

## Een andere kijk op het landschap bij Friedrich

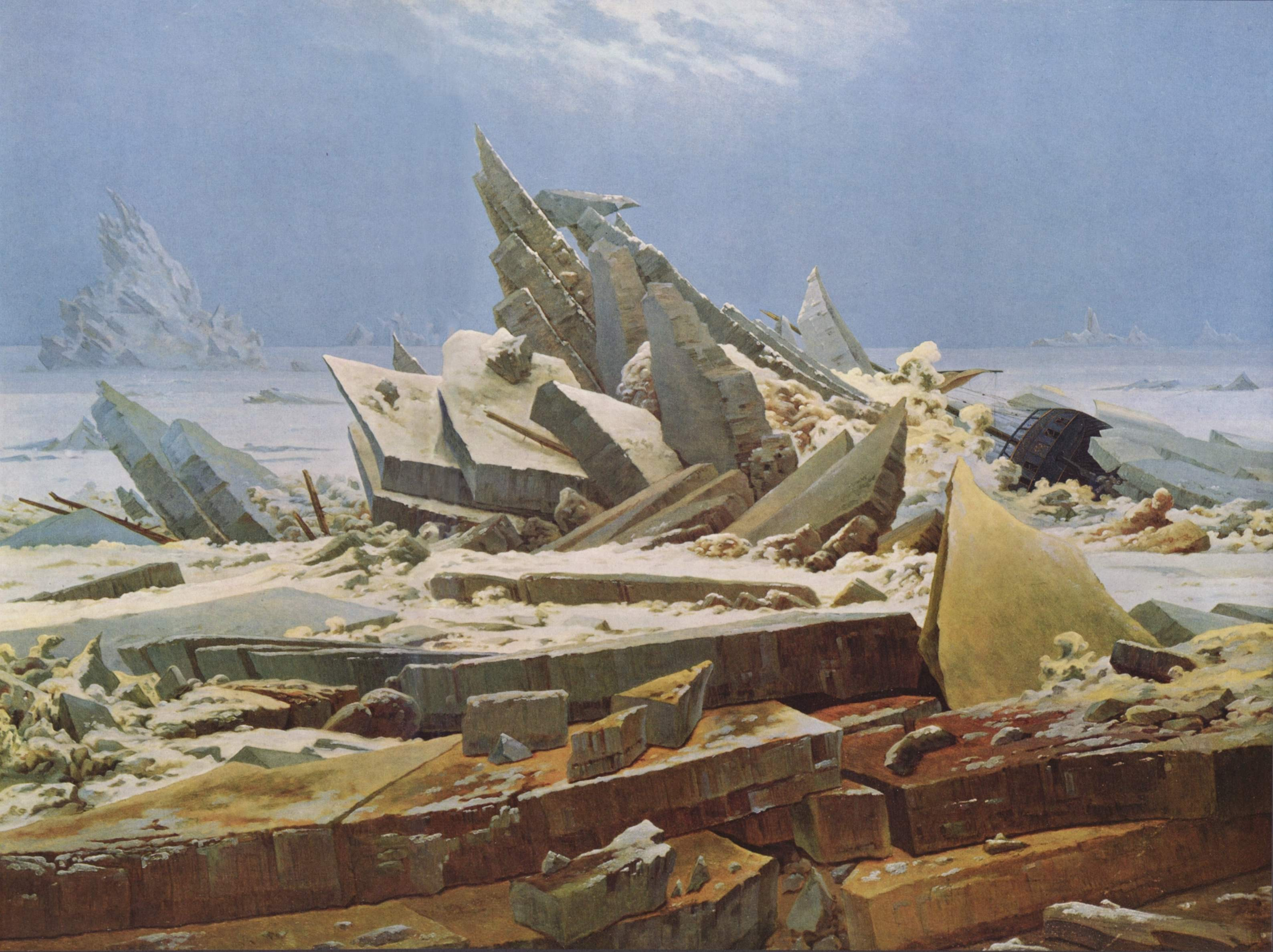
De IJszee, 1823/24, Kunsthalle Hamburg

Tot voor Friedrich was het landschap in de schilderkunst in de meeste gevallen een aangenaam decor of een achtergrond voor menselijke activiteiten. Daarin kwam met Friedrich duidelijk verandering. Friedrichs landschappen kan men bekijken als een montage van fragmenten die hij op verschillende plaatsen en momenten naar de natuur getekend had zoals op het eiland Rügen in de Oostzee, in het Harzgebergte en het Riesengebirge in Bohemen. Aan de basis ervan liggen meetkundige structuren zoals de hyperbool, de driehoek en de gulden snede. Daarbij zitten de landschappen van de diepgelovige protestant Friedrich vol religieuze symboliek, zoals kruisbeelden en door de wolken brekend licht dat verwijst naar een goddelijke aanwezigheid. Ook kerkhoven, ruïnes, knoestige boomstammen en schepen die de haven uitvaren of door het ijs worden platgedrukt, behoorden tot zijn favoriete repertoire.
Ook verwijst zijn werk naar de Franse bezetting en de culturele invloed van de bezetter aan het begin van de negentiende eeuw. 
De figuren in zijn schilderijen zijn steeds op de rug afgebeeld en verzonken in de aanschouwing van de natuur. Daarin speelt ook de symboliek van de levensreis: de figuren van Friedrich blikken terug op de afgelegde weg, of kijken uit over de weg die nog voor hen ligt. Sommige werken doen denken aan een liederencyclus van Franz Schubert, zoals Winterreise. De wandelaar boven de nevelen, circa 1817, olieverf op doek, 94,8 × 74,8 cm, Hamburger Kunsthalle, is daar een mooi voorbeeld van. Wie veel van zijn schilderijen naast elkaar bekijkt, merkt dat de vondsten van Friedrich mettertijd "formules" werden. Maar zijn beste werken zijn van een mysterieuze, blijvende schoonheid. Het kosmische gevoel en de weemoed die hij in zijn werk opriep, worden overal begrepen.

## Overzichtstentoonstelling van zijn werk

De Watzmann, 1824/25, Alte Nationalgalerie, Berlijn

- In het Museum Folkwang te Essen, Duitsland, was in de zomer van 2006 een grote overzichtstentoonstelling te zien, getiteld: Caspar David Friedrich - Die Erfindung der Romantik. Er waren een tachtigtal schilderijen en meer dan honderd tekeningen uit vele buitenlandse musea en particuliere collecties bijeengebracht. De Hermitage uit Sint-Petersburg leende vele werken uit van de vroegere Romanovcollectie. Ook zijn meest bekende werken als Wanderer über dem Nebelmeer, Kreidefelsen auf Rügen en Das Eismeer waren present. Het grafisch werk met verschillende schetsboeken toont Friedrich als een nauwkeurig natuurobservator en detaillist.

Bij de tentoonstelling hoorde een catalogus Caspar David Friedrich - Die Erfindung der Romantik, Hirmer Verlag, München, 384 blz. met 357 kleurafbeeldingen, met verschillende essays. 
- In de Hermitage Amsterdam was in het najaar van 2008 een overzichtstentoonstelling te zien met werken uit de verzameling van tsaar Nicolaas I van Rusland.

## Werk in openbare collecties (selectie)
- Alte Nationalgalerie, Berlijn
- Hamburger Kunsthalle
- Rijksmuseum Amsterdam, Amsterdam[1]
- Hermitage, Sint-Petersburg
- Pommersches Landesmuseum, Greifswald

## Monumenten voor Caspar David Friedrich

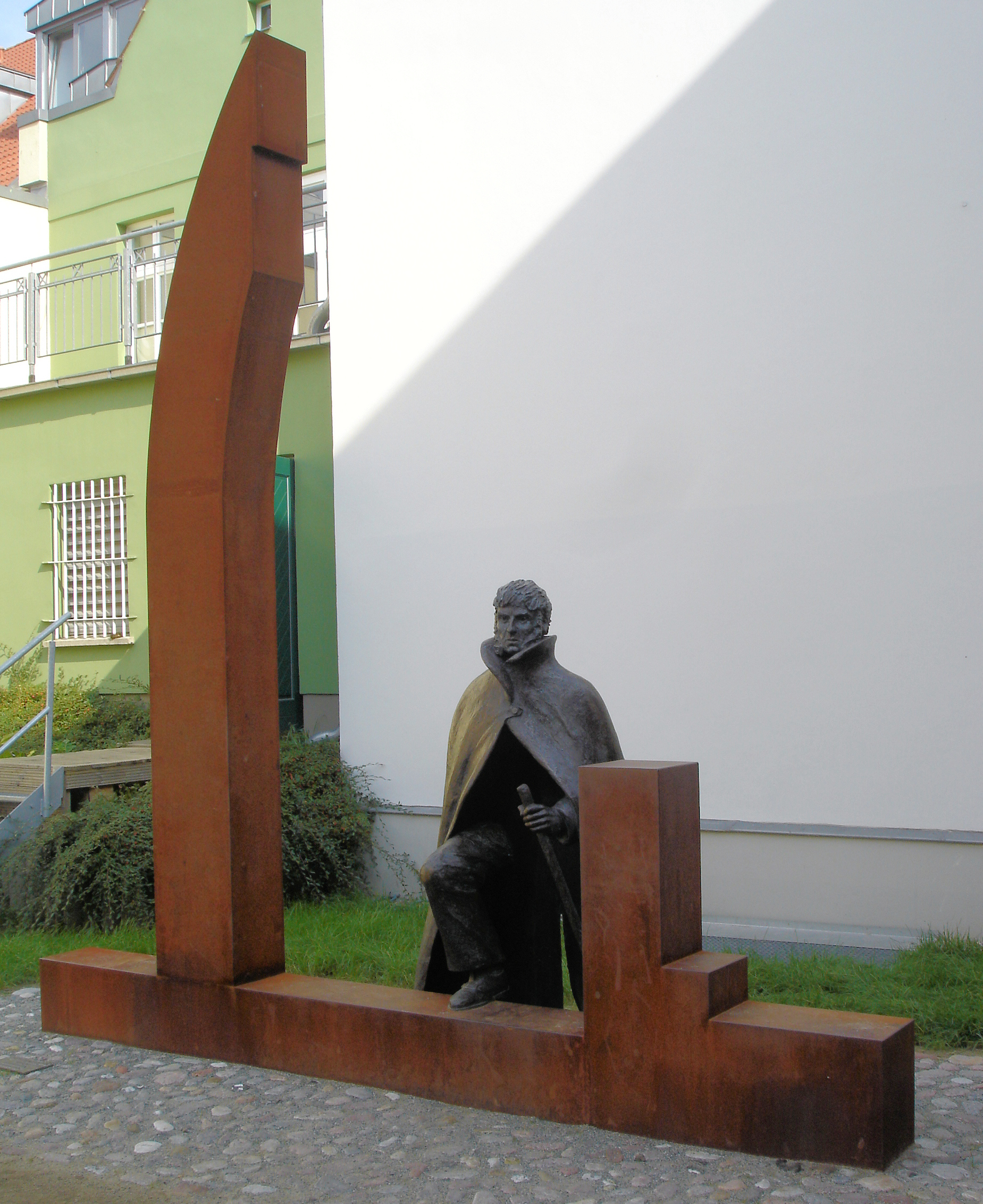
Monument voor Caspar David Friedrich te Greifswald
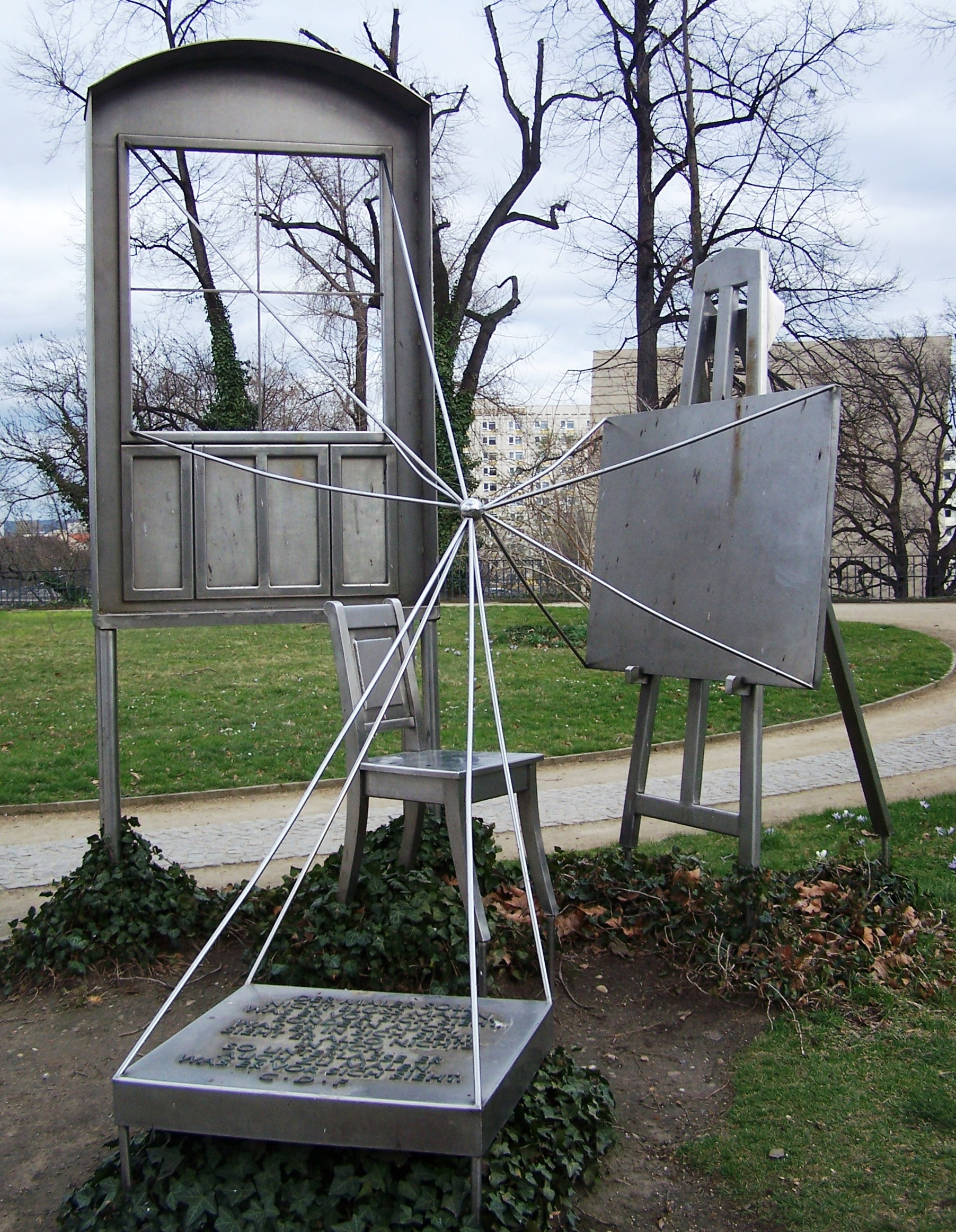
Monument [2]aan de Brühlsche Terrasse te Dresden
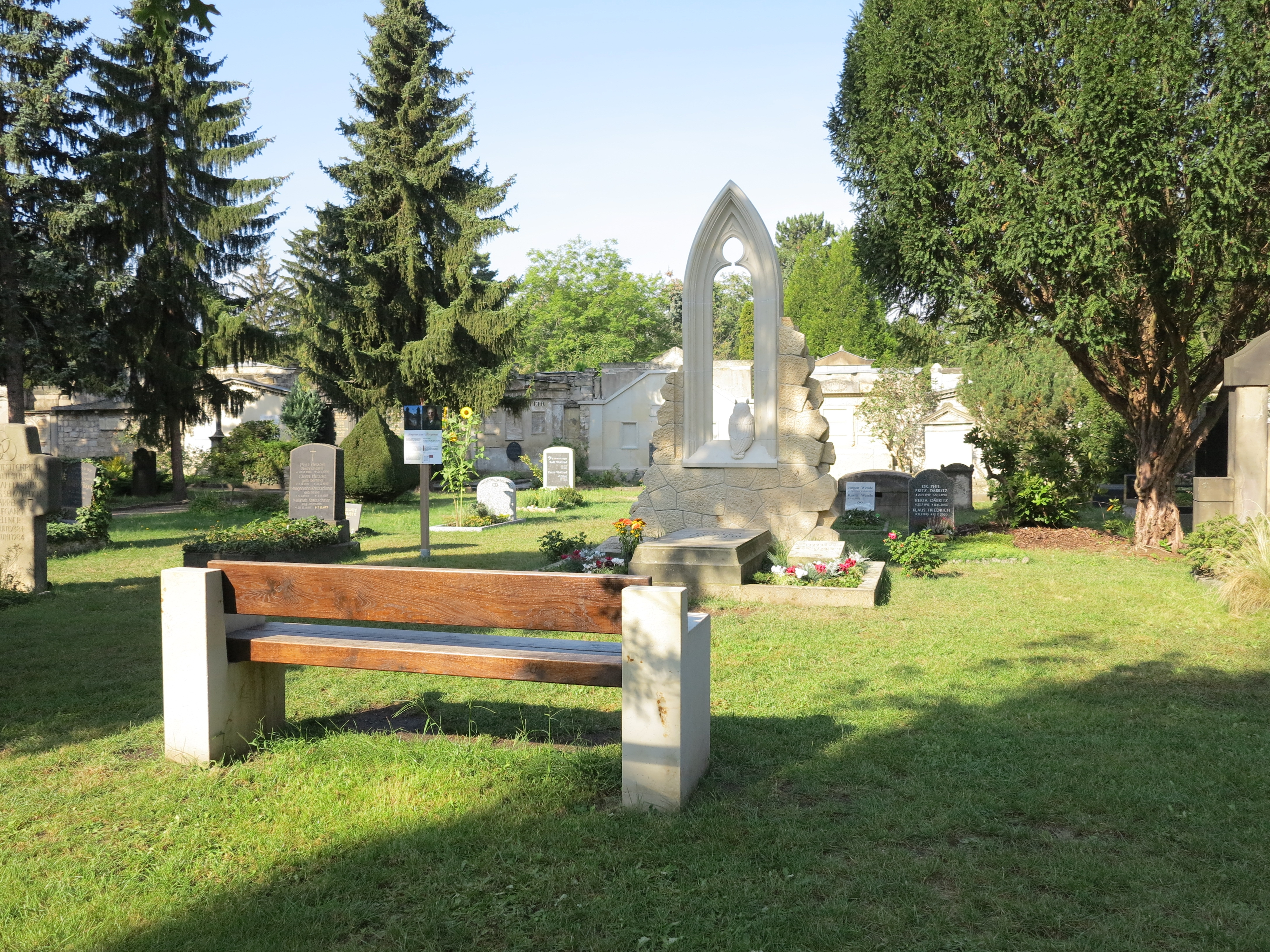
In 2024 vernieuwd grafmonument met sculptuur van een uil, Trinitatis-kerkhof te Dresden